# Alvastra kungsgård
Alvastra kungsgård i Alvastra i Västra Tollstads socken i Ödeshögs kommun i Östergötland är en kungsgård som bildades efter reformationen då Alvastra kloster lades under kronan. 
År 1651 förlänades Alvastra kungsgård till Mathias Palbitzki som arbetade som diplomat åt drottning Kristina. Trettio år senare tog Karl XI tillbaka de gods som adeln fått i förläning. Gården blev då militieboställe under Livgrenadjärregementet i Östergötland. Alvastras tid som översteboställe avslutades 1875 sedan ett tjugotal olika befäl bott i gården. Sedan dess är kungsgården statlig arrendegård. Idag ägs och förvaltas Alvastra kungsgård av Statens Fastighetsverk. 
Inom gården finns lämningar av Alvastra kloster. Hösten 2014 påträffades inom kungsgården en vikingatida hallbyggnad, Alvastra vikingahall. I närområdet finns flera fornlämningar såsom den så kallade Sverkersgården, som förmodas utgöra lämningar av en tidigmedeltida kryptkyrka, omgiven av en mycket stor tidigkristen begravningsplats. Här finns också ett av Östergötlands största och rikaste gravfält från den äldre järnåldern, den så kallade Smörkullen. Vid Vättern finns lämningar efter Sverkerskapellet, som var samtida med klostret.

## Fotnoter
1. ↑  ”Alvastra kungsgård - Statens fastighetsverk”. Arkiverad från originalet den 25 juli 2015. https://web.archive.org/web/20150725060534/http://sfv.se/sv/fastigheter/sverige/ostergotlands-lan-e/alvastra-kungsgard/. Läst 29 juli 2015.
2. ↑  Anders Lundberg Alvastra kungsgård, carport och hönshus Östergötlands Museum Rapport 2011:21